# Luč (Šumava)
Luč (německy Kien – Hirschbeg) je hora na Šumavě. Zelený vrchol se tyčí v nadmořské výšce 933 metrů, 1,5 km od obce Loučovice a 1,8 km od lipenské přehrady. Vrchol je zakončen malou skálou s křížkem, ze které není výhled do okolí. Horu z východu, jihu i západu obklopuje řeka Vltava. Luč je součástí geomorfologického okrsku Lučská hornatina, spadající pod Trojmezenskou hornatinu.

## Přístup
Na horu a po jejích hřebenech vede trasa značená modrou turistickou značkou. Cesta od nádraží v Loučovicích měří 2,4 km a má převýšení 255 metrů. Od lipenské přehrady je trasa dlouhá 4,1 km a má stoupání 218 metrů.